# پیگازانو
پیگازانو (به [Pigazzano] Error: {{Lang-xx}}: متن دارای نشانه‌گذاری ایتالیک است (راهنما)) از تقسیمات استانی است که در استان پیاچنزا در امیلیا-رومانیا ایتالیا قرار دارد. پیگازانو در 24 کیلومتری جنوب غربی شهر پیاچنزا واقع است.

## نگارخانه

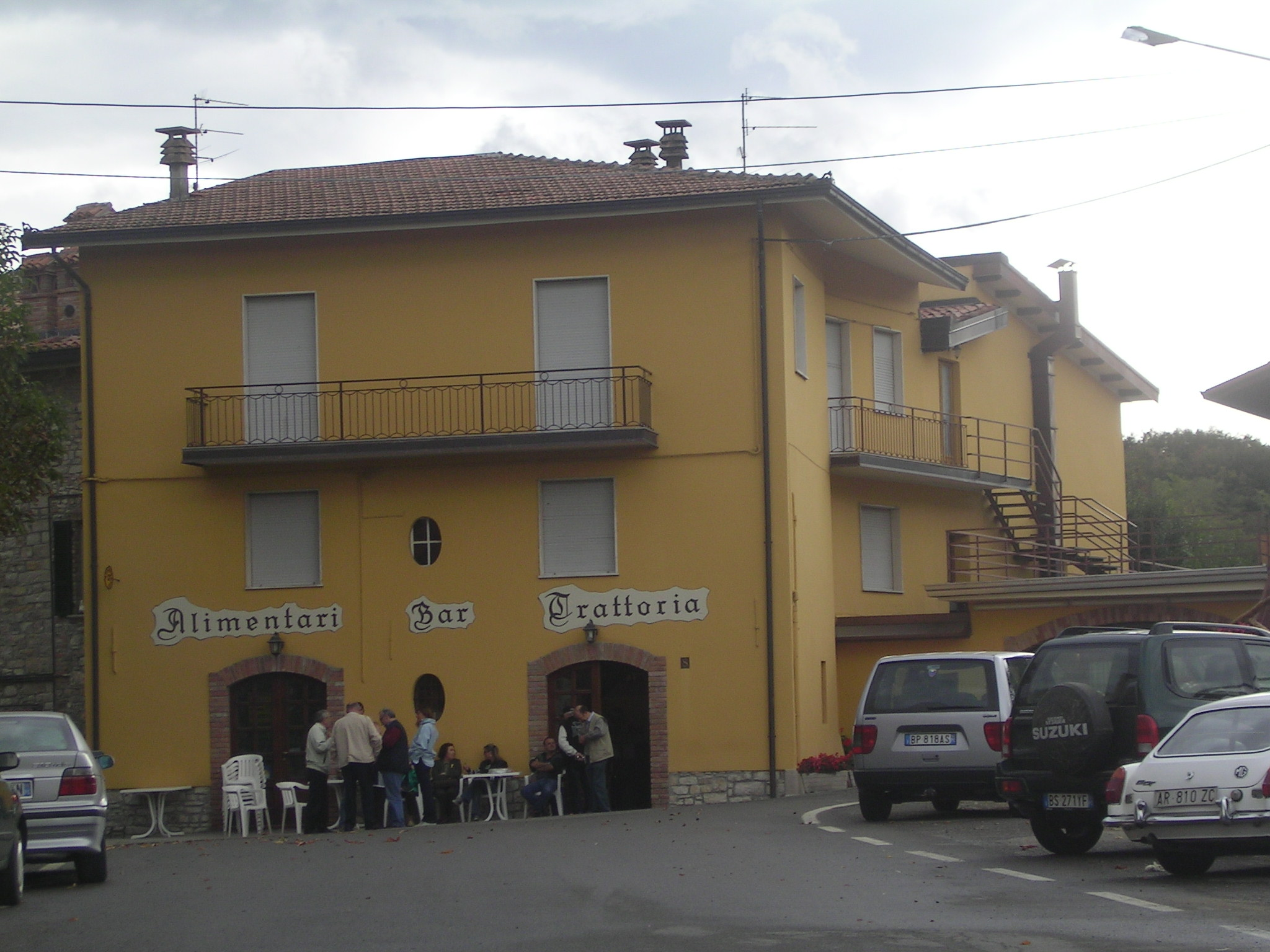
یک روستا در پیگازانو
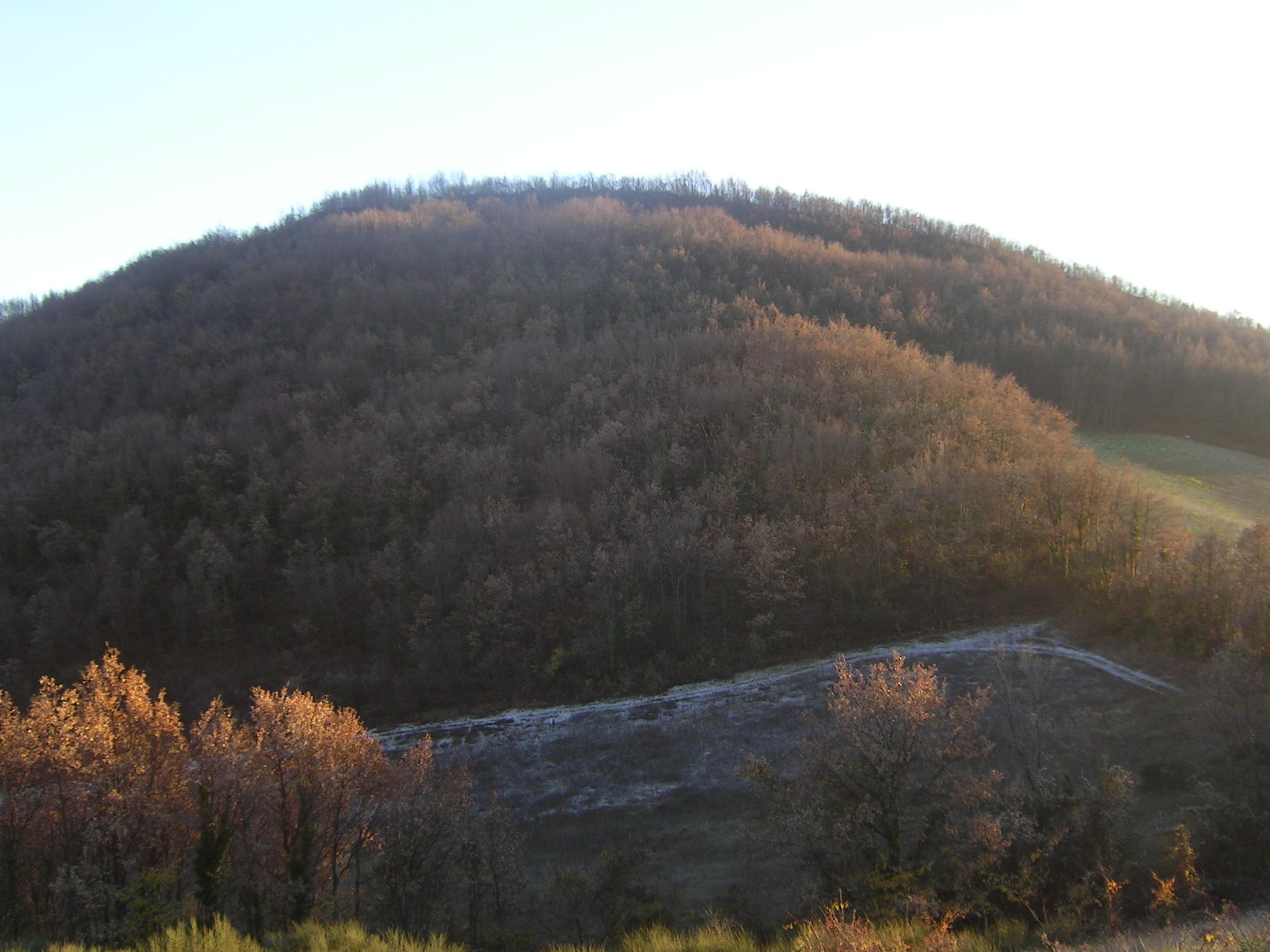
کوه پیلرون